# Omšenie
Omšenie (em húngaro: Nagysziklás) é um município da Eslováquia, situado no distrito de Trenčín, na região de Trenčín. Tem 24,36 km² de área e sua população em 2018 foi estimada em 1.946 habitantes.

## Demografia
| Ano:        | 1994 | 2004   | 2014   | 2024   |
| ----------- | ---- | ------ | ------ | ------ |
| Broj ljudi: | 1928 | 1957   | 1996   | 1816   |
| Razlika:    |      | +1,50% | +1,99% | -9,01% |

| Ano:               | 2023 | 2024   |
| ------------------ | ---- | ------ |
| Número de pessoas: | 1836 | 1816   |
| Diferença:         |      | -1,08% |